# Charles Bronson

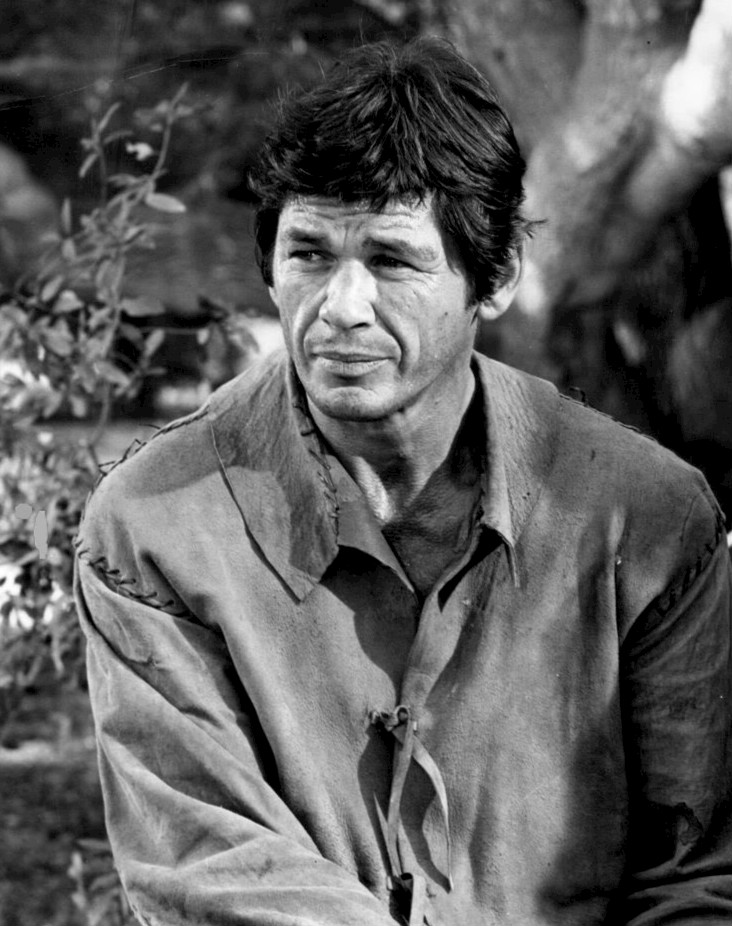
Charles Bronson como Linc, el vagonmaster, del programa de televisión Los viajes de Jaimie McPheeters, 1963.

Charles Dennis Buchinsky, conocido artísticamente como Charles Bronson (Ehrenfeld, Pensilvania; 3 de noviembre de 1921-Los Ángeles, California; 30 de agosto de 2003), fue un actor estadounidense que interpretó mayormente papeles de «hombre rudo». Lo habitual era que sus personajes fuesen brutales detectives de policía, justicieros, pistoleros, vigilantes, boxeadores o «matones» de la mafia. 

## Primeros años de vida
Fue el undécimo de una familia de quince hijos de inmigrantes lituanos; su padre fue Valteris Paul Bučinskis, de nacionalidad tártara y de ciudadanía rusa, y su madre era lituana. Sus padres eran cristianos católicos. En su hogar materno hablaban solamente en lituano y ruso, y aprendió a hablar inglés en su adolescencia. Trabajó en una mina de carbón, junto con sus hermanos, para mantener a su familia, por lo que adquirió un físico musculoso y tonificado.

## Servicio en la Segunda Guerra Mundial
En 1942, Bronson se alistó en las Fuerzas Aéreas del Ejército de los Estados Unidos y sirvió en el 760º Escuadrón de entrenamiento de artillería flexible, y en 1945 como artillero aéreo en el Boeing B-29 Superfortress con el Escuadrón de bombardeo número 61 con sede en Guam dentro del 39.º Grupo de bombardeo Misiones de combate contra las islas del archipiélago japonés. Voló en 25 misiones y recibió la condecoración Corazón Púrpura por heridas recibidas en combate.

### Matrimonios e hijos
Posteriormente, en su primer matrimonio, con Harriet Tendler, tuvo dos hijos. Después, en 1968, se casó con la actriz británica Jill Ireland, quien fuera varias veces su pareja en la pantalla. Estuvieron casados desde 1968 hasta la muerte de ella, en 1990. Su tercer matrimonio lo contrajo en 1998 con Kim Weeks, que le dio dos hijos.

## Trayectoria
A su regreso de la guerra, hizo dos años de teatro amateur en Filadelfia, y después obtuvo algunos roles de menor importancia en Hollywood, como el que realizó al lado de Gary Cooper en You are in the Navy now (1951), en pequeños papeles sin acreditar. 
En esta etapa, llevaba el nombre de Charles Buchinski, y uno de los primeros papeles en que se le vio fue en la legendaria película de terror Los crímenes del museo de cera (1953), de Andre De Toth, en la que curiosamente hacía de mudo. En 1954 el Comité de Actividades Antiestadounidenses lo amenazó con incluirlo en la lista de actores comunistas y le ordenan cambiarse el apellido ruso para que sonara más estadounidense. Charles se fijó en el aviso que indicaba el nombre de una calle aledaña al estudio donde trabajaba y a partir de allí comenzó su carrera artística como Charles Bronson. Continuó haciendo papeles secundarios y apariciones en series de televisión para curtirse e ir consiguiendo mayor relevancia profesional. 

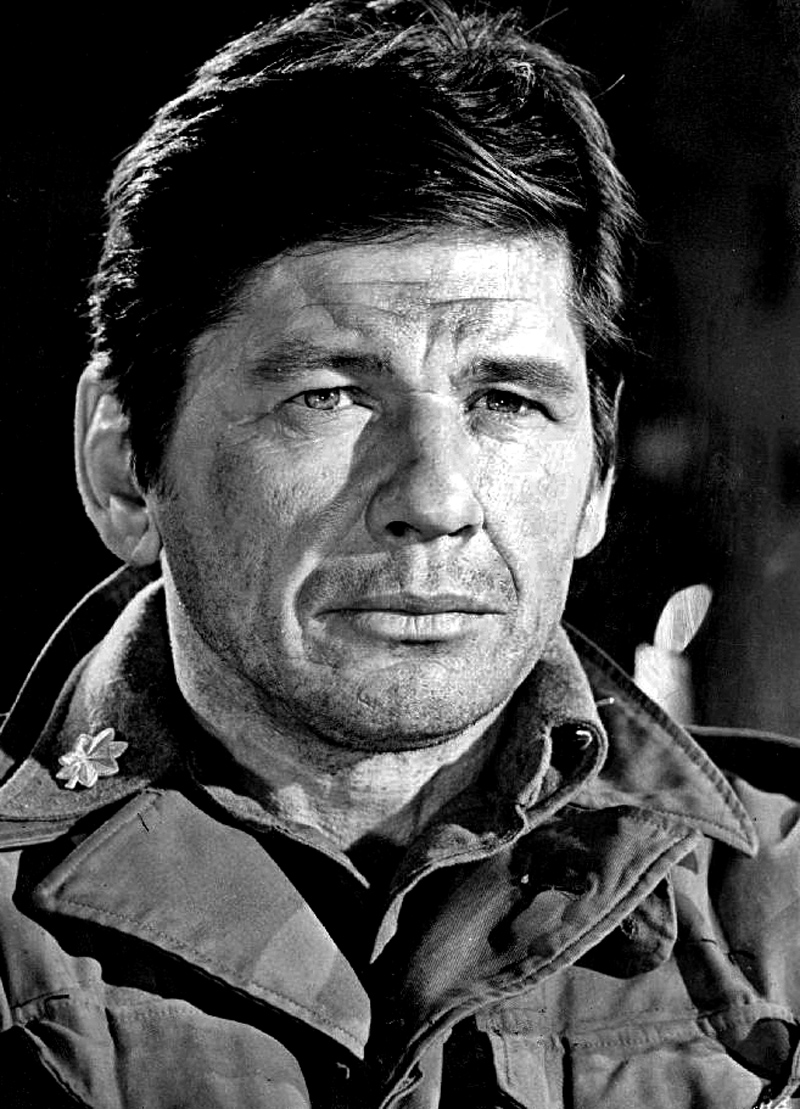
Foto publicitaria de Charles Bronson en 1966.

Destacan sus trabajos como secundario en westerns como Veracruz (1954), de Robert Aldrich, Jubal (1955), de Delmer Daves, o Yuma (1957), de Samuel Fuller. En esta última interpretó el rol de indio, papel que su peculiar rostro y su físico musculado le permitirían interpretar en otras ocasiones. 
A finales de los años 1950 en 1957, tras varios años de trabajo en papeles secundarios, obtuvo el protagonismo al trabajar con Roger Corman, el llamado rey de la serie B, en Machine Gun Kelly, película de gánsteres en la que interpreta su primer papel protagonista en la gran pantalla y obtiene un pago de 5 000 US$ por su actuación. Gracias a su apariencia ruda y varonil, se especializó en papeles de «hombre duro» y de policía vengador. Además, participa en capítulos de importantes series de televisión, como The Twilight Zone y Alfred Hitchcock Presents. Tuvo su propia serie de televisión como protagonista: A man with a camera. La serie se emitió desde 1958 hasta 1960 por el canal ABC: alcanzó los 29 episodios y le devengó un sueldo semanal de 2 000 US$.
En 1960 es elegido para ser uno de Los siete magníficos, de John Sturges, junto a Yul Brynner, Steve McQueen, James Coburn, Horst Buchholz, Robert Vaughn, Eli Wallach y Brad Dexter, lo que inició su popularidad. Por su actuación, recibió 50 000 US$, de los cuales ya debía 30 000 de un préstamo que le hiciera el productor Warren Lewis para adquirir su casa en Cheviot Hills, California.
En 1961 volvió a trabajar con Corman para una floja adaptación de Julio Verne, Master of the World, de William Witney, y apareció en la película Piso de lona (1962, de Phil Karlson), realizada a mayor gloria de Elvis Presley, pero John Sturges lo consolidó de nuevo como un héroe de acción cuando lo llamó para ser uno de los protagonistas de la fuga de La gran evasión, junto a Steve McQueen y James Coburn otra vez. Luego trabajó con Robert Aldrich en la disparatada comedia del oeste Cuatro tíos de Texas, donde encarna al villano que acosa a Frank Sinatra y Dean Martin. 
Aunque trabaja con directores importantes como Vincente Minnelli o Sydney Pollack, siempre interpretó papeles secundarios en esas producciones y las películas que protagonizó fueron siempre de artesanos menores. Continuó apareciendo en series importantes como El fugitivo o El virginiano, y en 1967 volvió a destacar en Doce del patíbulo, de Robert Aldrich.
En 1968 sigue los pasos de Clint Eastwood y emigra a Europa para protagonizar un «Spaghetti-Western» de Sergio Leone, triunfó en Europa con Erase una vez en el Oeste, al lado de actores como Henry Fonda y Claudia Cardinale, Jason Robards y Gabriele Ferzetti. 
También en Europa trabajó de nuevo con John Sturges en la película Caballos salvajes. Pero el western que más marcó su carrera en esos momentos fue Chato el apache (1971), no tanto por la película en sí, sino porque comienza su colaboración con el director Michael Winner, que será fructífera en los siguientes años. En 1972, rodó un exitoso thriller: Fríamente, sin motivos personales, también con Michael Winner, una de sus películas más recordadas. 
Pero las películas que más fama mundial dieron al tándem Winner-Bronson fueron las de "El vengador Anónimo" Death Wish, saga de películas en que Bronson interpretó a Paul Kersey, y que comenzaron en 1974 con el Justiciero de la ciudad, continuaron en Yo soy la Justicia, de 1982, y El Justiciero de la noche, de 1985. Charles Bronson retomó el papel de Kersey en otras dos películas: Yo soy la justicia II y El rostro de la muerte, la primera dirigida por el veterano J. Lee Thompson y la otra por Allan A. Goldstein. 

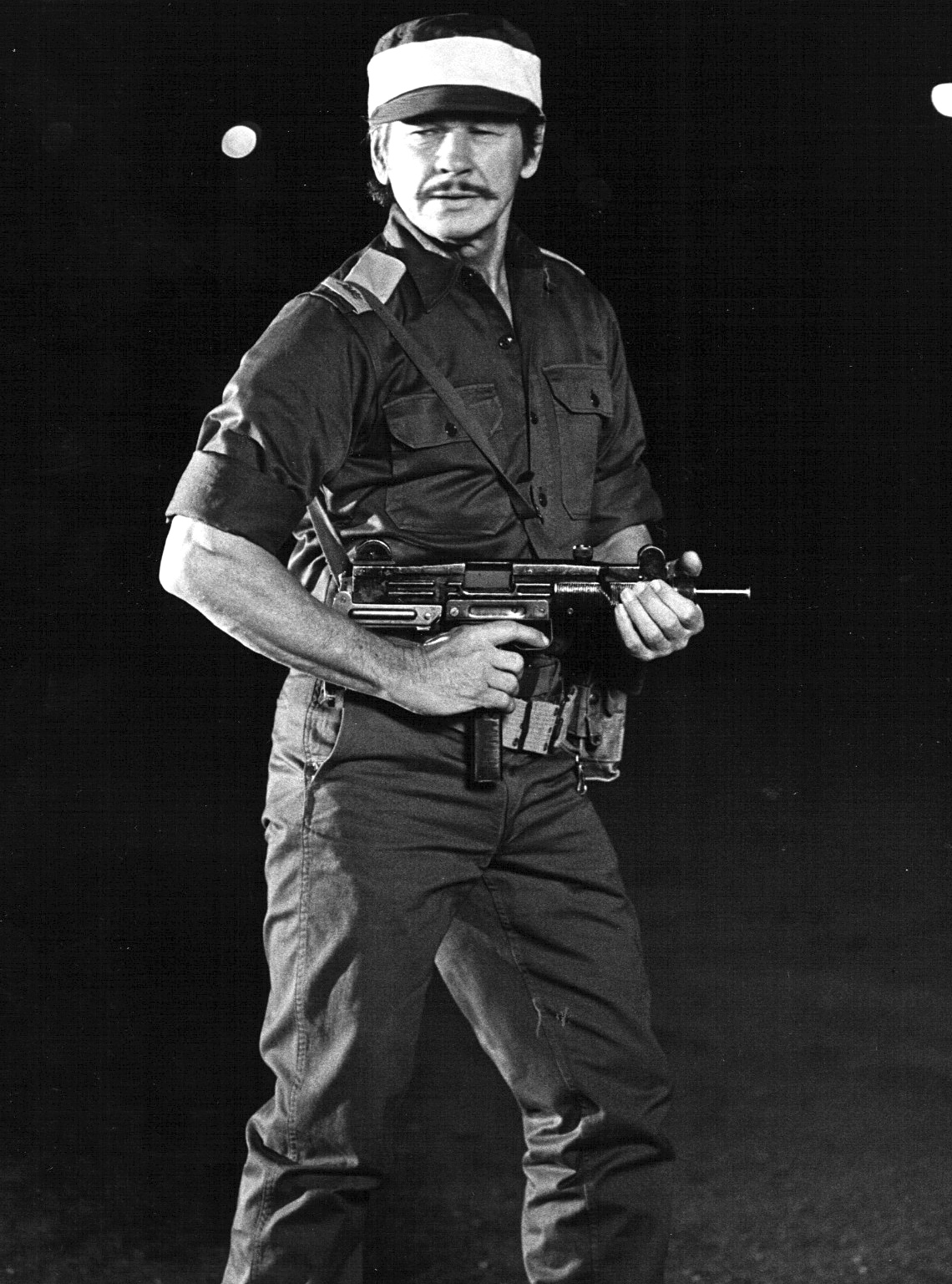
Bronson como Dan Shomron en Raid on Entebbe (1977).

Pese a su éxito, estas cintas no añadían nada a la filmografía del actor, que hizo sus mejores actuaciones de los años 1970 en títulos como Nevada express (1975, Tom Gries), El luchador (1975, Walter Hill) y Sucedió entre las 12 y las 3 (1976, Allan D. Goldstein), todas junto a su esposa en la vida real y recurrente pareja en el cine, Jill Ireland; El temerario Ives (1976, J. Lee Thompson) junto a Jacqueline Bisset o Teléfono (1977, Don Siegel), al lado de Lee Remick. En 1972, con el director Terence Young, responsable de las primeras películas de la serie Bond, protagoniza Los secretos de la Cosa Nostra (también llamada Los papeles Valachi), surgida dentro de una respuesta del cine europeo a la moda de películas sobre la mafia comenzada por El Padrino (y que engloba también a Lucky Luciano (1973), por ejemplo).
En 1980 trabaja en Cabo Blanco, una especie de remake de Casablanca, donde Charles Bronson hacía el papel que interpretó Humphrey Bogart en la película original, aunque no funcionó. Fue su segunda colaboración con el menospreciado pero interesante director J. Lee Thompson, con quien ya había trabajado en El desafío del búfalo blanco (con Kim Novak como coprotagonista), y con quien volvería a trabajar en varias películas en las que interpretaba el mismo tipo duro de siempre y que poco nuevo aportaban a su carrera (La ley de Murphy, Mensajero de la muerte y Prohibido en Occidente).
En mayo de 1984 le fue diagnosticado a su esposa, Jill, cáncer de mama y durante los siguientes seis años dejó de trabajar para atenderla de manera exclusiva en su mastectomía, quimioterapia y radioterapia.
En 1990, trabajó en su última película importante, Extraño vínculo de sangre, que supuso el debut en la dirección del actor Sean Penn.
En 1994, protagonizó su última película, titulada Death Wish V: The Face of Death.

## Últimos años de vida
Víctima del Alzheimer desde hacía años, al punto que en 2001 sus amigos comentaron que no era consciente de que era actor y mucho menos una superestrella de cine. El 30 de agosto de 2003 falleció como consecuencia de una neumonía, en el centro médico Cedars-Sinai.
A pesar de su imagen ruda y dura, Bronson era apreciado por sus allegados como un hombre amable, que además se dedicaba a la pintura, según afirma el New York Times.

## Filmografía
- 1951 - You're in the Navy Now (personaje Wascylewski).[4]
- 1951 - The Mob (personaje Jack - Longshoreman).[5]
- 1951 - The People Against O'Hara (El caso O´Hara) de John Sturges.[6]
- 1952 - The Marrying Kind.[7]
- 1952 - Red Skies of Montana.[8]
- 1952 - Diplomatic Courier.[9]
- 1952 - Bloodhounds of Broadway.[10]
- 1952 - Battle Zone.[11]
- 1952 -  Off Limits.[12]
- 1952 - My Six Convicts.[13]
- 1952 - Pat and Mike (La impetuosa o Pat y Mike) de George Cukor.(personaje Hank Tasling).[14]
- 1953 - House of Wax (Los crímenes del museo de cera) de André de Toth.[15]
- 1954 - Crime Wave.[16]
- 1954 - El vigilante de la diligencia de André de Toth.[17]
- 1954 - Apache de Robert Aldrich.[18]
- 1954 - Drum Beat (Tambores de guerra) de Delmer Daves.[19]
- 1954 - Vera Cruz de Robert Aldrich.[20]
- 1956 - Jubal, de Delmer Daves.[21]
- 1957 - Run of the Arrow de Samuel Fuller.[22]
- 1959 - Cuando hierve la sangre, de John Sturges
- 1960 - Los siete magníficos (The Magnificent Seven) de John Sturges[23]
- 1961 - Master of the World (El amo del mundo) de William Witney
- 1961 - X-15
- 1961 - Kid Galahad (Piso de lona) de Phil Karlson
- 1963 - La gran evasión (The Great Escape) de John Sturges
- 1965 - La batalla de las Ardenas (Battle of the Bulge) de Ken Annakin
- 1965 - Huellas de fuego de Jerry Hopper
- 1966 - This Property Is Condemned (Propiedad condenada) de Sydney Pollack
- 1967 - Doce del patíbulo (The Dirty Dozen) de Robert Aldrich
- 1968 - Honor Among Thieves (1968)
- 1968 - Hasta que llegó su hora de Sergio Leone
- 1968 - Adiós al amigo con Alain Delon, de Jean Herman
- 1968 - Los cañones de San Sebastián con Anthony Quinn, de Henri Verneuil
- 1970 - Le Passager de la pluie, de René Clément.
- 1970 - Città violenta [The Family][Ciudad violenta] de Sergio Sollima
- 1970 - Cold Sweat
- 1970 - Bajo cualquier bandera con Tony Curtis
- 1971 - Someone Behind the Door (Alguien detrás de la puerta) de Nicolas Gessner
- 1971 - Sol rojo de Terence Young
- 1972 - The Valachi Papers (Los secretos de la cosa nostra) de Terence Young
- 1972 - Chato el apache (Chato's Land) de Michael Winner
- 1972 - The Mechanic
- 1973 - The Stone Killer (América violenta) de Michael Winner
- 1974 - Chino / Valdez, il mezzosangue (The Valdez Horses) de John Sturges
- 1974 - Mr. Majestyk de Richard Fleischer
- 1974 - Death Wish (El justiciero de la ciudad en España, El vengador anónimo en Latinoamérica)
- 1975 - Breakout
- 1975 - The Streetfighter (El luchador), interpretando a Chaney
- 1975 - Hard Times
- 1975 - Breakheart Pass (Nevada Express)
- 1976 - St. Ives (El temerario Yves) de J. Lee Thompson
- 1976 - Sucedió entre las 12 y las 3 (From Noon Till Three)
- 1977 - Telefon (Teléfono) de Don Siegel
- 1977 - The White Buffalo (El desafío del búfalo blanco)
- 1979 - Love and Bullets (Amor y balas) de Stuart Rosenberg
- 1980 - Cabo Blanco
- 1981 - Death Hunt
- 1982 - Death Wish II (Yo soy la Justicia)
- 1983 - 10 to Midnight (Después de medianoche) de J. Lee Thompson
- 1984 - The Evil That Men Do
- 1984 - Death Wish 3 (El justiciero de la noche)
- 1986 - Murphy's Law (La ley de Murphy)
- 1987 - Assassination (El guardaespaldas de la primera dama)
- 1987 - Death Wish 4 (Yo soy la justicia II)
- 1988 - Messenger of Death (Mensajero de la muerte)
- 1989 - Kinjite: Forbidden Subjects
- 1991 - The Indian Runner (Extraño vínculo de sangre) de Sean Penn
- 1993 - Donato and Daughter
- 1994 - Death Wish 5: The Face of Death
- 1995 - Family of Cops
- 1997 - Breach of Faith: Family of Cops II
- 1999 - Family of Cops III: Under Suspicion

En los créditos de las películas Kill Bill: Volumen 1 y Kill Bill: Volumen 2 (2004) se le rinde homenaje junto Lucio Fulci y Sergio Leone, siendo su último crédito cinematográfico.